# Novi Commentarii Academiae Scientiarum Imperialis Petropolitanae
Novi Commentarii Academiae Scientiarum Imperialis Petropolitanae («Новые комментарии») — периодический научный журнал, издавался в Санкт-Петербурге Императорской Академией, с 1750 по 1776 год было выпущено 20 томов.
Публиковал материалы на латинском, немецком языках, кроме прочего включал ботанические иллюстрации и описания растений. 
Выходило вслед за первым академическим журналом Commentarii Academiae Scientiarum Imperialis Petropolitanae («Комментарии»), публиковавшимся с 1728 по 1751 годы.
Был сменён последовавшими продолжающимися изданиями:  
- Acta Academiae scientiarum imperialis Petropolitanae («Акты», сер. 3 1778—1786)
- Nova Acta Academiae scientiarum imperialis Petropolitanae («Новые акты», сер. 4 1787—1806)

Далее издавались ежегодные бюллетени и записки:
- Mémoires de l'Académie impériale des sciences de St. Pétersbourg («Записки», сер. 5 1809—1830)
- Mémoires de l'Académie impériale des sciences de St.-Pétersbourg. 6e série, Sciences mathématiques, physiques et naturelles.  («Записки», сер. 6 1831,1833)
- Mémoires de l'Académie impériale des sciences de St.-Pétersbourg. 7e série («Записки», сер. 6 1859—1897)
- Bulletin scientifique Académie Imperiale des Sciences de Saint-Pétersbourg («Известия», 1836—1842)
- Bulletin de la Classe Physico-Mathématique de l’Académie Impériale des Sciences de Saint-Pétersbourg («Известия», 1843—1859)
- Bulletin de l’Académie Impériale des Sciences de Saint-Pétersbourg («Известия», 1860—1894)

Последняя Императорская серия называлась «Известия Императорской Академии Наук». 
В послереволюционное время, с 1925 года, издавались «Известия АН СССР».
Для ссылок на публикации этого издания принято стандартное сокращение: Novi Comment. Acad. Sci. Imp. Petrop.
Другие варианты сокращения: Novi Comment.Acad.Sci.Imp.Petropol.